# Saint-Philbert-sur-Risle
 Saint-Philbert-sur-Risle  là một xã của tỉnh Eure, thuộc vùng Normandie, miền bắc nước Pháp.